# 布库

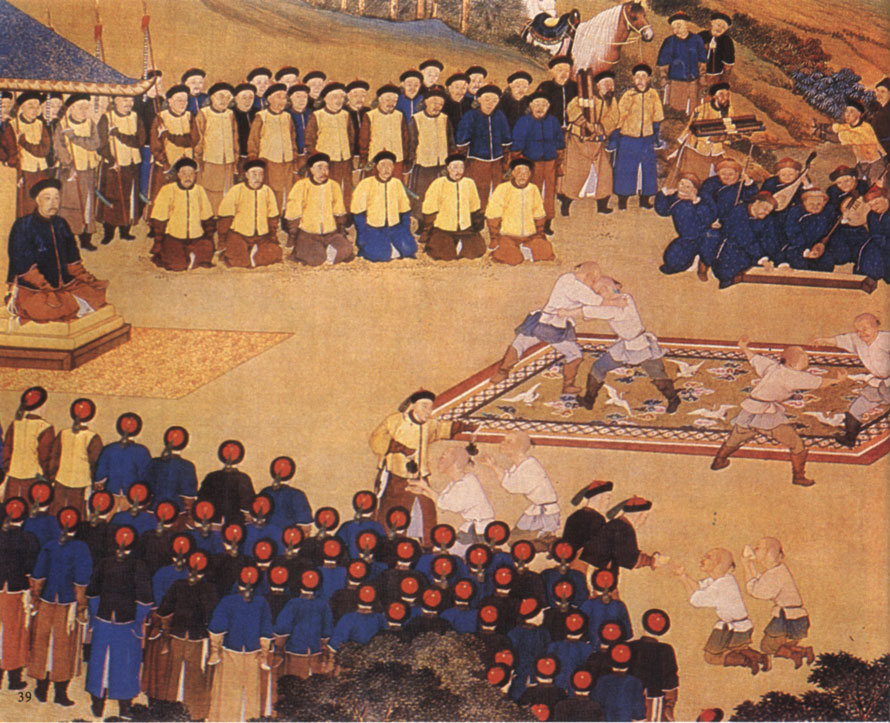
乾隆年间的摔跤手演练布库

布库（转写：buku），即满族摔跤，是清代八旗最重视的一门格鬥技，为当代北京摔跤的主要技法。布库的满语本意为“摔跤手”、“大力士”，词语源自蒙古语“搏克”（бөх），在清朝时期通常汉译为“撩脚”，此外还有“布库之戏”、“布库戏”、“演布库”、“摔跤”、“角觝”、“相扑”、“相搏”等不同别称。布库在满族历史、文化中占据着比较显著的位置。清朝时期，皇帝对布库特别重视，曾设立善扑营（穆麟德轉寫：buku kifu kūwaran）选拔优秀力士二百名，按等级分为头等、二等、三等，进行军事训练以及同蒙古各部竞赛，还有由此升入大员之人。此外，历史上还有康熙帝用布库擒鳌拜的说法

## 简介
满族摔跤的历史最早可追溯至女真人的“拔里速戏”，而女真人的“拔里速戏”则由契丹文化中沿袭而来。由于契丹同蒙古的渊源使得此项运动本与蒙古式摔角——搏克无太大差别。在元、明时期，由于蒙古人的统治，以及后来瓦剌太师也先对女真地区的入侵，使得居住于今天中国东北地区的女真人广泛接受蒙古文化，搏克（布库）就是其中之一。至后金建立，统治者大力提倡演布库，起初目的并非娱乐，而是军事训练。当时演布库的著名力士均是蒙古人，后金同蒙古各部进行摔角比赛时所派之人也都是蒙古人。崇德二年（1637年），清太宗令满洲、汉军士卒一同演练布库，即便亲王，甚至皇帝本人也要一同练习。此后，满洲布库才开始崭露头角。
清兵入关、滿人入主中原後，每年木蘭圍獵，蒙古各部朝贡之时，皇帝必令满洲力士與使團的蒙古力士进行比赛。镇国公祜塞曾在比赛中力挫喀尔喀蒙古的使者。到了乾隆年间，布库的娱乐成分逐渐增多。清高宗每年于承德避暑山庄或北京圆明园高山水长楼前与蒙古各部进行比赛。此时的满洲力士人才辈出，已一改清初的弱势，从整体实力上超越蒙古力士。但到了清末，满洲力士的实力大幅下降，又明显不如蒙古了。
布库虽为徒手相搏，但技法的关键在于脚力，因此脚力的大小对于比赛的胜负起着决定性的作用。在比赛中，一方倒地即判为负。清朝时期布库的跤衣是白布短衫，窄袖，衣领及前襟都用七八层布严密缝制而成，非常结实。宣統退位，民國成立之後，布库技法融入中国式摔跤之中，成为其最重要的组成部分。其中，北京摔跤完全承袭清代善扑营的布库技法。此外，天津摔跤也受布库技法影响很大。

## 知名人物
历史上较为知名的布库有大五格、海秀、大祥子和小布库等等。大五格和海秀是乾隆年间的善扑营头等布库，有无敌之称，清高宗亦能知其二人之名。大祥子本名失载，因其身体格外魁梧、膂力过人，因此都称他为“大祥子”。他是咸丰年间善扑营的头等布库，由醇亲王奕譞从东北物色而来，后担任翼长，又因功逐渐升至记名副都统。小布库，又名小扑虎，是光绪年间有名的女摔跤手，八旗营房出身，平时喜好女扮男装，曾将大祥子摔倒在地。

## 引证
1. 1 2 3 4  .   [2012-09-06]. （原始内容存档于2015-04-02）.
2. ↑  金启孮 & 凯和 2006，第142頁
3. 1 2  胡增益 1994，第113頁
4. 1 2 3  金启孮 & 凯和 2006，第118頁
5. ↑  汉典：词语“布库”的解释
6. ↑  金启孮 & 凯和 2006，第129-130頁
7. 1 2  昭梿 1980，第395頁
8. ↑  赵翼 & 姚元之 1997，第1[竹叶亭杂记]頁
9. ↑  金启孮 & 凯和 2006，第120頁
10. ↑  金启孮 & 凯和 2006，第119-120頁
11. ↑  金启孮 & 凯和 2006，第121頁
12. ↑  金启孮 & 凯和 2006，第121-123頁
13. ↑  金启孮 & 凯和 2006，第124-125頁
14. ↑  金启孮 & 凯和 2006，第123頁
15. ↑  金启孮 & 凯和 2006，第125頁
16. ↑  金启孮 & 凯和 2006，第137頁
17. 1 2  金启孮 & 凯和 2006，第141頁
18. ↑  金启孮 & 凯和 2006，第153頁
19. ↑  .   [2012-09-06]. （原始内容存档于2021-03-09）.
20. ↑  金启孮 & 凯和 2006，第138頁
21. ↑  金启孮 & 凯和 2006，第140頁